# Ectropis fossa
Ectropis fossa là một loài bướm đêm trong họ Geometridae.